# Gye
Gye és un municipi francès situat al departament de Meurthe i Mosel·la i a la regió del Gran Est. L'any 2007 tenia 190 habitants.

## Demografia

### Població
El 2007 la població de fet de Gye era de 190 persones. Hi havia 76 famílies, de les quals 20 eren unipersonals (4 homes vivint sols i 16 dones vivint soles), 16 parelles sense fills, 32 parelles amb fills i 8 famílies monoparentals amb fills.
La població ha evolucionat segons el següent gràfic:
Habitants censats

### Habitatges
El 2007 hi havia 79 habitatges, 73 eren l'habitatge principal de la família i 7 estaven desocupats. 77 eren cases i 2 eren apartaments. Dels 73 habitatges principals, 56 estaven ocupats pels seus propietaris i 17 estaven llogats i ocupats pels llogaters; 6 tenien tres cambres, 16 en tenien quatre i 51 en tenien cinc o més. 64 habitatges disposaven pel capbaix d'una plaça de pàrquing. A 23 habitatges hi havia un automòbil i a 44 n'hi havia dos o més.

### Piràmide de població
La piràmide de població per edats i sexe el 2009 era:
| Homes | Edats   | Dones |
| ----- | ------- | ----- |
| 0     | 95 o +  | 0     |
| 0     | 90 a 94 | 4     |
| 4     | 85 a 89 | 0     |
| 0     | 80 a 84 | 0     |
| 4     | 75 a 79 | 4     |
| 12    | 70 a 74 | 4     |
| 0     | 65 a 69 | 8     |
| 0     | 60 a 64 | 4     |
| 0     | 55 a 59 | 0     |
| 8     | 50 a 54 | 0     |
| 4     | 45 a 49 | 4     |
| 8     | 40 a 44 | 16    |
| 4     | 35 a 39 | 0     |
| 16    | 30 a 34 | 20    |
| 4     | 25 a 29 | 0     |
| 4     | 20 a 24 | 8     |
| 12    | 15 a 19 | 0     |
| 0     | 10 a 14 | 8     |
| 8     | 5 a 9   | 12    |
| 4     | 0 a 4   | 4     |

## Economia
El 2007 la població en edat de treballar era de 130 persones, 105 eren actives i 25 eren inactives. De les 105 persones actives 100 estaven ocupades (51 homes i 49 dones) i 5 estaven aturades (3 homes i 2 dones). De les 25 persones inactives 7 estaven jubilades, 14 estaven estudiant i 4 estaven classificades com a «altres inactius».

### Ingressos
El 2009 a Gye hi havia 78 unitats fiscals que integraven 211 persones, la mediana anual d'ingressos fiscals per persona era de 17.518 €.

### Activitats econòmiques
Dels 4 establiments que hi havia el 2007, 1 era d'una empresa de fabricació d'altres productes industrials, 1 d'una empresa de construcció, 1 d'una empresa de comerç i reparació d'automòbils i 1 d'una empresa de transport.
Dels 2 establiments de servei als particulars que hi havia el 2009, 1 era un taller de reparació d'automòbils i de material agrícola i 1 agència immobiliària.
L'any 2000 a Gye hi havia 6 explotacions agrícoles que ocupaven un total de 1.392 hectàrees.

## Poblacions més properes
El següent diagrama mostra les poblacions més properes.